# Arenagula
Arenagula, en ocasiones erróneamente denominado Arenaglobula, es un género de foraminífero bentónico de la familia Valvulamminidae, de la superfamilia Eggerelloidea, del suborden Textulariina y del orden Textulariida. Su especie tipo es Arenagula globula. Su rango cronoestratigráfico abarca desde el Luteciense (Eoceno medio) hasta la Oligoceno.

## Discusión
Clasificaciones previas incluían Arenagula en la superfamilia Textularioidea.

## Clasificación
Arenagula incluye a las siguientes especies:
- Arenagula globula †
- Arenagula kerfornei †